# Enjoo matinal
Enjoo matinal (FO 1943: enjôo matinal), também chamado de náusea e vômito da gravidez (NVP), é um sintoma da gravidez que envolve náuseas ou vômitos. Apesar do nome, náuseas ou vômitos podem ocorrer a qualquer momento durante o dia. Normalmente, estes sintomas ocorrem entre a 4ª e a 16ª semana de gravidez. Cerca de 10% das mulheres ainda apresentam sintomas após a 20ª semana de gravidez. Uma forma grave da doença é conhecida como hyperemesis gravídica e resulta na perda de peso.
A causa do enjoo matinal é desconhecida, mas pode estar relacionada à alteração dos níveis do hormônio gonadotrofina coriônica humana. Alguns têm proposto que isso pode ser útil a partir de um ponto de vista evolutivo. O diagnóstico só deve ocorrer depois de outras possíveis causas têm sido descartada. Dor Abdominal, febre ou dores de cabeça não são, normalmente, presentes na doença.
Tomar vitaminas específicas do pré-natal antes da gravidez pode diminuir o risco. Tratamento específico, além de dieta branda, pode não ser necessário para os casos mais leves. Se o tratamento é utilizado a combinação de doxylamine e a piridoxina é recomendada inicialmente. Evidências experimentais suportam o uso de gengibre. Para os casos graves, que não melhoraram com outras medidas, metilprednisolona pode ser tentada. Tubo de alimentação pode ser necessário em mulheres que estão a perder peso.
Enjoo matinal afeta de alguma forma cerca de 80% de todas as grávidas. Cerca de 60% das mulheres têm vômitos. Hyperemesis gravídica ocorre em cerca de 1,6% das gestações. Enjoo matinal pode afetar negativamente a qualidade de vida, resultar em diminuição da capacidade para o trabalho e resultar em despesas com cuidados de saúde. Geralmente leves a moderados casos, não têm qualquer efeito sobre o bebê. Casos mais graves também tem desfechos normais. Algumas mulheres optam por ter um aborto devido a gravidade dos sintomas. Complicações tais como a encefalopatia de Wernicke ou ruptura esofágica pode ocorrer, mas são muito raras.

## Sinais e sintomas
Cerca de 66% das mulheres têm tanto náuseas quanto vômitos, enquanto 33% têm apenas náuseas.

## Causa
A causa do enjoo matinal desconhecida. Enquanto alguns já disseram que ele seja o resultado de razões psicológicas isso não é apoiado por evidências.

## Fisiopatologia

### Alterações hormonais

Fisiopatologia dos vômitos na gravidez

- Um aumento no nível do hormônio estrogênio na circulação.[7] No entanto, não há evidências consistentes de diferenças nos níveis de estrogênio e níveis de bilirrubina entre as mulheres que passam pela doença e aquelas que não.[8] Relacionada com o aumento dos níveis de estrogênio níveis, uma forma similar de náuseas também é vista em algumas mulheres que utilizam a contracepção hormonal ou terapia de reposição hormonal.
- Um aumento de progesterona relaxa os músculos do útero, o que impede o início do parto prematuro, mas também pode relaxar o estômago e intestinos, levando a um excesso de ácidos do estômago, e a doença do refluxo gastroesofágico (DRGE).
- Um aumento na gonadotrofina coriônica humana. Provavelmente não é a gonadotrofina coriônica humana em si que causa as náuseas. O mais provável é que a gonadotrofina coriônica humana estimule os ovários maternos a secretar estrógeno, que por sua vez provoca o enjoo.[9]

### Mecanismo de defesa
O enjoo matinal pode ser um traço evoluído, que protege o bebê contra as toxinas ingeridas pela mãe. Evidências apoiam essaessa teoria, incluindo:
- Enjoo matinal é muito comum entre as mulheres grávidas, que argumenta a favor de uma adaptação funcional e contra a ideia de que é uma patologia.
- A vulnerabilidade fetal às toxinas é maior em torno de 3 meses, que é também o tempo do pico de susceptibilidade para a doença.
- Há uma boa correlação entre as concentrações de toxina nos alimentos, e os gostos e odores que causam repulsa.

As mulheres que não têm enjoo matinal estão mais propensas a abortar. Isto pode ser porque tais mulheres são mais propensas a ingerir substâncias que são prejudiciais para o feto.
Além de proteger o feto, o enjoo matinal pode também proteger a mãe. O sistema imunológico é suprimido durante a gravidez, provavelmente para reduzir as chances de rejeição de tecidos de sua própria prole. Devido a isso, os produtos de origem animal que contêm parasitas e bactérias nocivas podem ser especialmente perigosos para mulheres grávidas. Há evidências de que o enjoo matinal é freqüentemente desencadeado por produtos de origem animal, incluindo a carne e o peixe.
Se a doença da manhã é um mecanismo de defesa contra a ingestão de toxinas, a prescrição de remédios para enjoo para mulheres grávidas pode ter o indesejável efeito colateral de causar defeitos de nascimento ou abortos ao incentivae escolhas alimentares prejudiciais.

## Tratamentos
Não há claras evidências sobre a eficácia de tratamentos caseiros para o enjoo matinal.

### Medicamentos
Diversos antieméticos são eficazes e seguros na gravidez, incluindo: a piridoxina/doxylamine, anti-histamínicos (como a difenidramina), metoclopramida, e fenotiazinas (como promethazine). Com respeito à eficácia, não se sabe se um é superior a outro. Nos Estados Unidos e no Canadá, a combinsção doxylamine-piridoxina (como Diclegis nos EUA e Diclectin no Canadá) é o único tratamento aprovado decategoria "A" para ser prescrito para gestantes para as náuseas e vômitos da gravidez.
Ondansetrona pode ser benéfica, mas existem algumas preocupações a respeito de uma associação com fenda palatina, e há poucos dados de alta qualidade. Metoclopramida também é utilizada e relativamente bem tolerada. Evidência para o uso de corticosteróides é fraca.

### Medicina alternativa
Há evidências experimentais de que o gengibre pode ser útil; no entanto, não está claro. Preocupações com a segurança têm sido levantadas em relação a sua propriedade anticoagulante.

## História

### Talidomida
A talidomida foi originalmente desenvolvida e prescrita como uma cura para o enjoo matinal, na Alemanha Ocidental, mas o seu uso foi interrompido quando foi descoberto que causa defeitos de nascimento. A Food and Drug Administration nos Estados Unidos nunca aprovou talidomida para uso como uma cura para o enjoo matinal.